# Electric Sasquatch
Electric Sasquatch es una banda de rock psicodélico proveniente de Cali, Colombia. Se caracterizan por un sonido progresivo y experimental, que complementa una propuesta visual y escénica conceptualizada en un arquetipo, llamado Sasquatch. 
Originalmente formada por Johann Aranzalez (voz principal y guitarra), Jonathan Betancourt (guitarra, armónica, didjeridu y coros), David Millán (bajo y coros), Alejandro Orejuela (batería y coros) y Lucas Orejuela (teclados, sintetizador y coros). Posteriormente Johann Aranzalez se ausenta del país y en su reemplazo llegan Johnny M. Leyton (sintetizadores y coros) y Felipe González (batería) dando paso a Alejandro Orejuela a la posición de cantante y a Lucas Orejuela como guitarrista.
En el 2014, lanzan su álbum titulado "Electric Sasquatch", y gracias al éxito de su propuesta, fueron teloneros de la banda sueca Ghost en Bogotá.  Lograron realizar su primera gira en tierras mexicanas a principio de diciembre del mismo año. Durante el año 2015 y 2016 componen y graban su más reciente álbum titulado "Aquarimantima" y bajo M3 Music Digital Label en el 2017 lo lanzan en las plataformas de música. Este mismo año abren el concierto en Bogotá de la mítica banda Korn.

## Historia
La banda nace en el 2009, formada por Johann Aranzalez, Jonathan Betancourt, David Millán y Alejandro Orejuela.  A partir de ese momento, se traza como meta clara componer y desarrollar un estilo propio y coherente, influenciado por bandas como: Queens of the Stone Age, The Beatles, Pink Floyd Durante este periodo, se componen las primeras canciones de la agrupación “Sasquatch Song”, “Get Away” y “Mary Wanna Play”, canciones con un sonido de rock clásico.
En el 2011, la propuesta se transforma en gran medida por implementación de influencias de rock psicodélico y experimental.  Además, se empiezan a incorporar elementos más teatrales en la propuesta artística, como lo son el vestuario y el maquillaje.  Es también en este año que ingresa a la agrupación Lucas Orejuela para interpretar los teclados y sintetizadores.
A partir de este momento, la agrupación se convierte es un proyecto musical que incorpora en su propuesta elementos visuales y escénicos, alimentándose de manera conceptual y sonora de la naturaleza, de sus colores, mitos, olores, sonidos y sensaciones, lo que da origen a su primer álbum titulado “Electric Sasquatch”.
“Electric Sasquatch”, se grabó en octubre de 2013, en la ciudad de Bogotá, Colombia, en los estudios Lacaza Experiencia Sonoras y Pleyton Records, producido por Johnny Leyton y Sebastián Pérez, y masterizado por Jaime Gómez Arellano en Orgone Studios, Reino Unido. La captura del álbum se realizó en bloque, tal como lo hacían bandas como Fleetwood Mac, Tom Petty & the Heartbreakers, Led Zeppelin, Queens of the Stone Age, entre otras, con el fin de conservar la esencia del performance en vivo, lo cual es indispensable para generar experiencia estética contundente.
En el álbum se teje una narración que está basada en el mito caleño del “Buziraco”, la historia del levantamiento de las tres cruces y el mito norteamericano del “Sasquatch” o “Pie Grande”, donde el oyente tiene la oportunidad de tener una mirada desde el lado de este mal llamado “demonio”, quien busca hacer visible la naturaleza cruel del ser humano, su consumo desmedido, sobreexplotación, sobrepoblación, destrucción y guerra, una lógica humana basada en la inconsciencia y la deshumanización.
El lanzamiento del álbum se realizó el 21 de junio de 2014 en La Ventana, Bogotá, y posteriormente en Cali el 8 de agosto del mismo año, en el Teatro La Máscara.  A partir de su publicación, “Electric Sasquatch” ha recibido excelentes críticas por parte de la prensa especializada, como la revista Metrónomo de Colombia, que calificó con 9 estrellas sobre 10, o como la Revista Rolling Stone México, la cual le atribuyó 3 estrellas y media sobre 5.  Esto le permitió a la agrupación ser acto de apertura de la banda sueca Ghost, una de las agrupaciones emergentes más importantes de la actualidad, en su primera presentación en Colombia realizada el 26 de agosto de 2014. 
Posteriormente, en diciembre del mismo año, la agrupación realizó su primera gira por México, donde tuvieron varias presentaciones en el Distrito Federal, además de ser una banda invitada para participar en el Indie Fest Campeche 2014. 
En el año 2015 la banda lanza el video de su sencillo “Hunting Season”, y posteriormente en el año 2016 graban su nueva producción titulada "Aquarimantima". De este disco lanzan las canciones "Aquarimantima", "Narcose (Rapture of the Deep") y "Aluna" como sencillos con sus respectivos videos oficiales.  Para esta época Johann Aranzalez se muda a Australia y en su reemplazo ingresan Johnny M. Leyton (productor de los dos discos) en los sintetizadores y coros y Felipe González en la batería.  De esta manera la voz principal es asumida por Alejandro Orejuela y la segunda guitarra por su hermano Lucas Orejuela.
En el mes de abril del año 2017 realizan el acto de apertura para la mítica banda internacional Korn en la ciudad de Bogotá. Así mismo realiza su presentación en el festival Taiquenaju de Caicedonia y el renombrado festival Altavoz de la ciudad de Medellín como parte del intercambio con el festival Unirock.  El año 2017 cierra con un concierto épico en el teatrino del Museo de Arte Moderno La Tertulia en su ciudad natal. 
Para el año 2018 se encuentra componiendo nuevo material.